# 瑟凱

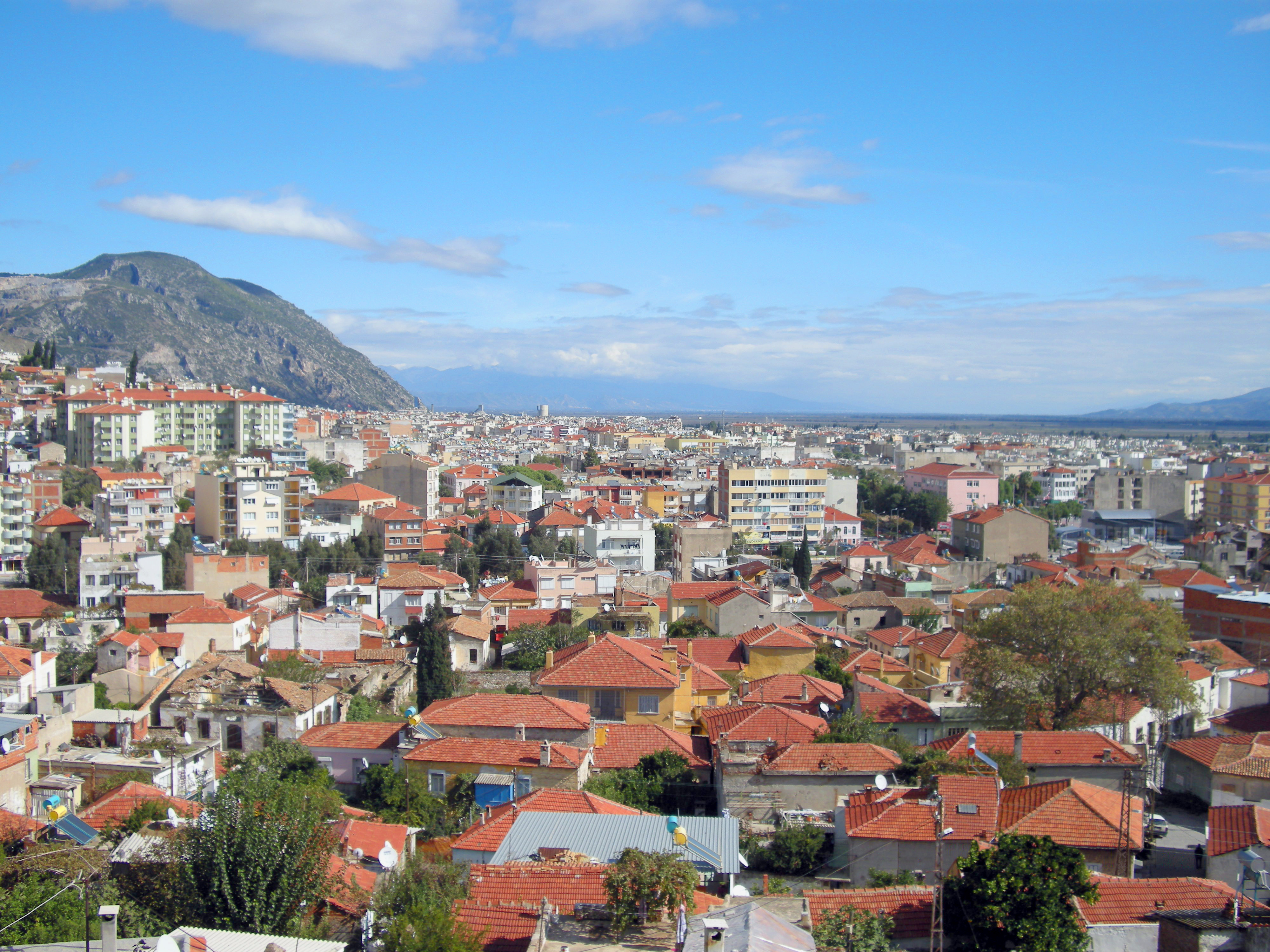

瑟凱是土耳其的城鎮，由艾登省負責管轄，位於該國西部，距離首府艾登54公里，面積1,114平方公里，海拔高度27米，受地中海氣候影響，2011年人口69,446。

## 外部連結
- the municipality** （页面存档备份，存于）
- the district governorate** photo gallery - the town
  - （页面存档备份，存于）
- local information （土耳其文）

37°45′03″N 27°24′37″E / 37.7508°N 27.4103°E